# Richard Mastracchio
Richard Alan Mastracchio (ur. 11 lutego 1960 w Waterbury, stan Connecticut, USA) – amerykański fizyk, inżynier, astronauta.

## Wykształcenie oraz praca zawodowa
- 1978 – ukończył szkołę średnią (Crosby High School) w Waterbury, stan Connecticut.
- 1982 – zdobył licencjat z informatyki na Uniwersytecie Connecticut. Po studiach, do 1987 pracował jako inżynier w firmie Hamilton Standard w Connecticut.
- 1987 – na Rensselaer Polytechnic Institute uzyskał tytuł magistra elektrotechniki.
- 1987–1990 – był pracownikiem Rockwell Shuttle Operations Company przy Centrum Kosmicznym im. Johna F. Kennedy'ego.
- 1990 – przeszedł do NASA, gdzie pracował m.in. w laboratorium awioniki wahadłowca (Shuttle Avionics Integration Laboratory).
- 1991 – na uniwersytecie w Houston (University of Houston-Clear Lake) uzyskał tytuł magistra fizyki.
- 1993–1996 – w centrum kontroli lotu był specjalistą ds. nawigacji i kierowania (Guidance and Procedures Officer) podczas operacji startu i lądowania wahadłowców.

## Kariera astronauty
- 1991 – po raz pierwszy próbował zostać astronautą podczas 14 naboru prowadzonego przez NASA. Był w szerokim finale, ale ostatecznie nie został zakwalifikowany.
- 1994 – podczas 15 naboru astronautów NASA również nie udało mu się przebrnąć do ścisłego finału.
- 1996 – 1 maja był w gronie 17 kandydatów, których przyjęto podczas naboru do 16 grupy astronautów NASA. Był jednym z blisko 2500 chętnych. Przeszkolenie podstawowe rozpoczął jeszcze w sierpniu tego samego roku.
- 1998 – zakończył kurs przygotowawczy uzyskując kwalifikacje specjalisty misji. Po odbytym przeszkoleniu otrzymał przydział do Biura Astronautów NASA.
- 2000 – w lutym został specjalistą misji (MS-2) w załodze planowanej misji STS-106. Blisko 12-dniowa wyprawa miała miejsce we wrześniu.
- 2002 – 15 grudnia został wyznaczony do misji STS-117. Lot miał mieć miejsce we wrześniu 2003. Po katastrofie wahadłowca Columbia plan lotów został gruntownie zmieniony i lot ten przeniesiony na późniejszy termin, a załogi zostały przeformowane.
- 2006 – przeniesiono go z ekipy lotu STS-117 do załogi misji STS-118.
- 2007 – w sierpniu przez ponad 12 dni przebywał w kosmosie na pokładzie promu Endeavour.
- 2010 – w dniach 5–20 kwietnia odbył swój trzeci lot, tym razem na pokładzie wahadłowca Discovery (STS-131). Była to misja zaopatrzeniowa na ISS.
- 2013 – 7 listopada poleciał na pokładzie statku Sojuz TMA-11M na Międzynarodową Stację Kosmiczną, gdzie wszedł w skład początkowo 38, a później 39 ekspedycji.
- 2014 – 14 maja wrócił na Ziemię na pokładzie Sojuza TMA-11M.

## Loty kosmiczne
- STS-106 (Atlantis F-22);

8 września 2000 Richard Mastracchio wystartował w kosmos na pokładzie promu Atlantis do misji STS-106. Podczas lotu pełnił funkcję specjalisty misji (MS-2). Razem z nim w kosmos polecieli: Terrence W. Wilcutt (dowódca), Scott D. Altman (pilot), Edward T. Lu (MS-1), Daniel C. Burbank (MS-3), Jurij I. Malenczenko (MS-4), Boris W. Morukow (MS-5). Podstawowym zadaniem jakie miała wykonać załoga podczas lotu było przygotowanie Międzynarodowej Stacji Kosmicznej do przyjęcia pierwszej stałej załogi. Dwa dni później prom połączył się z ISS. 11 września podczas spaceru w kosmosie astronauci Lu i Malenczenko m.in. rozwinęli pomiędzy modułami Zwiezda i Zarja zestawy kabli energetycznych. Załoga rozładowała również wyposażenie dostarczone przy pomocy statku towarowego Progress M1-3. W module Zwiezda zainstalowano oraz uruchomiono także łazienkę i toaletę. 18 września 2000 Atlantis odłączył się od Międzynarodowej Stacji Kosmicznej i po dwóch dniach samodzielnego lotu, 20 września pomyślnie wylądował na bieżni KSC.

## Nagrody i odznaczenia
- NASA Space Flight Medal – 2000
- Universal Astronaut Insignia za lot orbitalny (nr 394) – Stowarzyszenie Uczestników Lotów Kosmicznych (Association of Space Explorers(inne języki))[1]

## Wykaz lotów
| Loty kosmiczne, w których uczestniczył Richard A. Mastracchio             | Loty kosmiczne, w których uczestniczył Richard A. Mastracchio | Loty kosmiczne, w których uczestniczył Richard A. Mastracchio | Loty kosmiczne, w których uczestniczył Richard A. Mastracchio | Loty kosmiczne, w których uczestniczył Richard A. Mastracchio | Loty kosmiczne, w których uczestniczył Richard A. Mastracchio | Loty kosmiczne, w których uczestniczył Richard A. Mastracchio |
| №                                                                         | Data startu                                                   | Statek kosmiczny                                              | Data lądowania                                                | Statek kosmiczny                                              | Funkcja                                                       | Czas trwania                                                  |
| ------------------------------------------------------------------------- | ------------------------------------------------------------- | ------------------------------------------------------------- | ------------------------------------------------------------- | ------------------------------------------------------------- | ------------------------------------------------------------- | ------------------------------------------------------------- |
| 1                                                                         | 8 września 2000                                               | STS-106 Atlantis F-22                                         | 20 września 2000                                              | STS-106 Atlantis F-22                                         | Specjalista misji (MS-2)                                      | 11 dni 19 godzin 11 minut i 2 sekundy                         |
| 2                                                                         | 8 sierpnia 2007                                               | STS-118 Endeavour F-20                                        | 21 sierpnia 2007                                              | STS-118 Endeavour F-20                                        | Specjalista misji (MS-2)                                      | 12 dni 17 godzin 55 minut i 34 sekundy                        |
| 3                                                                         | 5 kwietnia 2010                                               | STS-131 Discovery F-38                                        | 18 kwietnia 2010                                              | STS-131 Discovery F-38                                        | Specjalista misji (MS-1)                                      | 15 dni 2 godziny 47 minut i 10 sekund                         |
| 4                                                                         | 7 listopada 2013                                              | Sojuz TMA-11M                                                 | 14 maja 2014                                                  | Sojuz TMA-11M                                                 | Inżynier pokładowy                                            | 187 dni 21 godzin 44 minuty i 15 sekund                       |
| Łączny czas spędzony w kosmosie – 227 dni 13 godzin 38 minut i 1 sekunda. |                                                               |                                                               |                                                               |                                                               |                                                               |                                                               |